# Chrysopa fuscostigma
Chrysopa fuscostigma är en insektsart som beskrevs av Peter Esben-Petersen 1933. 
Chrysopa fuscostigma ingår i släktet Chrysopa och familjen guldögonsländor. Inga underarter finns listade i Catalogue of Life.